# Perais
Perais é uma povoação portuguesa sede da freguesia homónima do município de Vila Velha de Ródão, freguesia com 81,84 km² de área e 438 habitantes (censo de 2021), tendo, por isso, uma densidade populacional de 5,4 hab./km².

## Demografia
Nota: Nos anos de 1910 a 1920 a freguesia esteve anexada à freguesia de Vila Velha de Ródão. Pela lei nº 1484, de 1 de novembro de 1923, foi restabelecida a sua autonomia administrativa. Pelo decreto nº 37.775, de 6 de março de 1950, esta freguesia, que se denominava Alfrívida, passou a ter a atual designação (Fonte: INE)
A população registada nos censos foi:

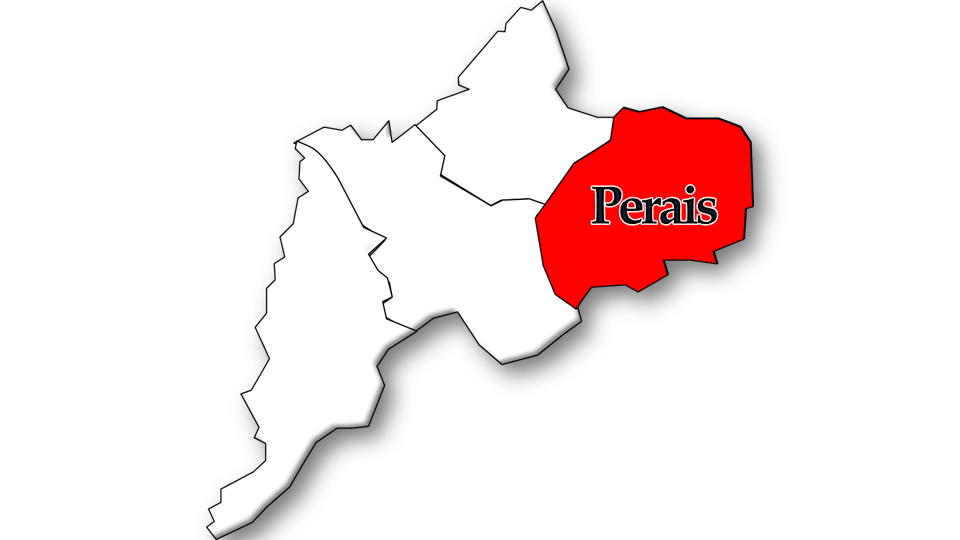
Localização no Município de Vila Velha de Ródão

| Distribuição da População por Grupos Etários | Distribuição da População por Grupos Etários | Distribuição da População por Grupos Etários | Distribuição da População por Grupos Etários | Distribuição da População por Grupos Etários |
| -------------------------------------------- | -------------------------------------------- | -------------------------------------------- | -------------------------------------------- | -------------------------------------------- |
| Ano                                          | 0-14 Anos                                    | 15-24 Anos                                   | 25-64 Anos                                   | > 65 Anos                                    |
| 2001                                         | 32                                           | 59                                           | 256                                          | 242                                          |
| 2011                                         | 15                                           | 25                                           | 216                                          | 254                                          |
| 2021                                         | 28                                           | 15                                           | 166                                          | 229                                          |

## Localidades anexas
- Alfrívida
- Monte Fidalgo
- Vale de Pousadas

## História e caracterização geral
No nº 9 (2015) da revista electrónica Açafa On-line editada pela Associação de Estudos do Alto Tejo foi publicada a monografia Notícia de Perais da autoria de João Gomes Rodrigues (1913-1948).  Esta monografia, que só foi tornada pública em 2015, foi concluída pelo seu autor em 1947.
De acordo com o Resumo Editorial do nº 9 da revista Açafa, “Utilizando como fontes diversos documentos escritos, o seu professor José Esteves e os seus pais e tendo como principais objectivos reunir o conhecimento disperso sobre a freguesia e concomitantemente divulgar a sua terra, João Gomes Rodrigues proporciona-nos um conjunto de Notícia(s) de Perais relativas aos séculos XVIII a XX.
O autor caracteriza os aglomerados populacionais da freguesia (Casa Telhada, Coutada, Locriz, Urgueira, Areias Brancas, Senhora dos Remédios, Vale de Pousadas, Monte Fidalgo, Alfrivída, além de Perais), alguns aspectos naturais (orografia, flora, fauna, solos, hidrografia, entre outros) e aspectos socioculturais (história, lenda, etnografia, demografia, arqueologia, educação, segurança, vias de comunicação, comércio e indústria).

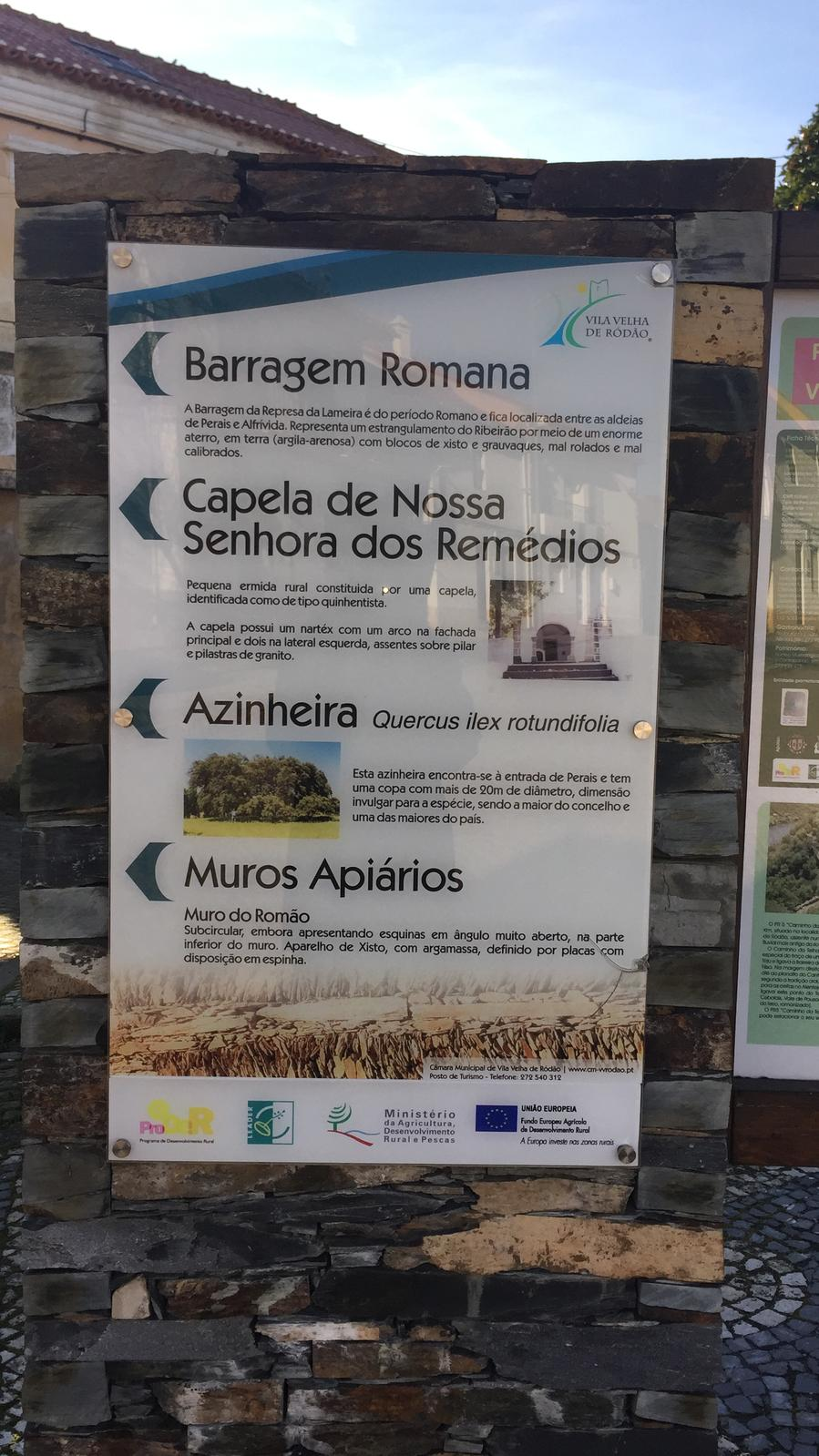
Cartaz com locais de interesse turístico em Perais

Faz depois um levantamento exaustivo das necessidades de Perais e da sua freguesia (telefone, calcetamento e embelezamento das ruas, assistência médico-social, luz elétrica, vias de comunicação, abastecimento de água, desenvolvimento turístico, urbanismo, higiene, boa vizinhança, outras) justificando-as e preconizando soluções, algumas de modo integrado com toda a região envolvente, incluindo o nordeste alentejano. Das propostas apresentadas realça-se a criação de um Grupo de Amigos de Perais para o qual apresenta, inclusivamente, um extraordinário e invejável programa. É um documento que já contempla preocupações ecológicas, como por exemplo no que concerne ao abate de árvores ou ao despejo de materiais de construção nos campos.
Notícia de Perais termina com um curto apêndice contendo alguns usos e costumes de Perais”.

## Património
- Capela de Nossa Senhora da Graça
- Anta da Urgueira
- Capela de Nossa Senhora dos Remédios
- Igreja Paroquial de Alfrívida
- Igreja Paroquial de Perais
- Capela de Nossa Senhora de Fátima (Vale de Pousadas)

## Pessoas ilustres
- Aniceto Carmona (1933 - ), caricaturista português.
- João Gomes Rodrigues (1913-1948), militar e autor da monografia Notícia de Perais.[6]